# Rîjivka, Bilopillea
Rîjivka (în ucraineană Рижівка) este localitatea de reședință a comunei Rîjivka din raionul Bilopillea, regiunea Sumî, Ucraina.

## Demografie
Componența lingvistică a localității Rîjivka
     Ucraineană (82,38%)
     Rusă (17,27%)
Conform recensământului din 2001, majoritatea populației localității Rîjivka era vorbitoare de ucraineană (82,38%), existând în minoritate și vorbitori de rusă (17,27%).